# John Midgley
John Midgley (geb. vor 1977) ist ein britischer Tontechniker.

## Leben
Midgley begann seine Karriere beim Film 1977. 1984 arbeitete er erstmals für das britische Fernsehen. 1987 war er an Clive Barkers Horrorfilm Hellraiser – Das Tor zur Hölle sowie der Fortsetzung Hellbound – Hellraiser II tätig. Nachdem er den Großteil der 1990er Jahre für das Fernsehen gearbeitet hatte, wurde er 1999 für George Lucas’ Science-Fiction-Film Star Wars: Episode I – Die dunkle Bedrohung engagiert. 2000 war er hierfür gemeinsam mit Gary Rydstrom, Tom Johnson und Shawn Murphy für den Oscar in der Kategorie Bester Ton nominiert. Später arbeitete er an den ersten drei auf den Harry-Potter-Romanen basierenden Spielfilmen. Für The King’s Speech erhielt er mit Paul Hamblin und Martin Jensen 2011 eine weitere Oscar-Nominierung. Bei seiner dritten Oscarnominierung 2012 konnte er den Preis (mit Tom Fleischman) erstmals gewinnen. Zwischen 1994 und 2015 war Midgley zudem sieben Mal für den BAFTA Film Award in der Kategorie Bester Ton nominiert; 2012 gewann er die Auszeichnung für Hugo Cabret.

## Filmografie (Auswahl)
- 1981: The Appointment
- 1987: Hellraiser – Das Tor zur Hölle (Hellraiser)
- 1988: Hellbound – Hellraiser II (Hellbound: Hellraiser II)
- 1999: Star Wars: Episode I – Die dunkle Bedrohung (Star Wars: Episode I – The Phantom Menace)
- 2000: Grasgeflüster (Saving Grace)
- 2001: Enigma – Das Geheimnis (Enigma)
- 2001: Harry Potter und der Stein der Weisen (Harry Potter and the Philosopher’s Stone)
- 2002: Harry Potter und die Kammer des Schreckens (Harry Potter and the Chamber of Secrets)
- 2004: Harry Potter und der Gefangene von Askaban (Harry Potter and the Prisoner of Azkaban)
- 2004: Hotel Ruanda (Hotel Rwanda)
- 2004: Wimbledon – Spiel, Satz und … Liebe (Wimbledon)
- 2007: Sterben für Anfänger (Death at a Funeral)
- 2009: My Big Fat Greek Summer (My Life in Ruins)
- 2010: The King’s Speech
- 2011: Hugo Cabret (Hugo)
- 2014: Muppets Most Wanted
- 2016: Alice im Wunderland: Hinter den Spiegeln (Alice Through the Looking Glass)
- 2016: Doctor Strange
- 2017: Paddington 2
- 2018: Christopher Robin
- 2020: Eurovision Song Contest: The Story of Fire Saga
- 2022: Pinocchio

## Auszeichnungen
- 2000: Oscar-Nominierung in der Kategorie Bester Ton für Star Wars: Episode I – Die dunkle Bedrohung
- 2011: Oscar-Nominierung in der Kategorie Bester Ton für The King’s Speech
- 2012: Oscar in der Kategorie Bester Ton für Hugo Cabret